# Seznam stanic metra v Budapešti

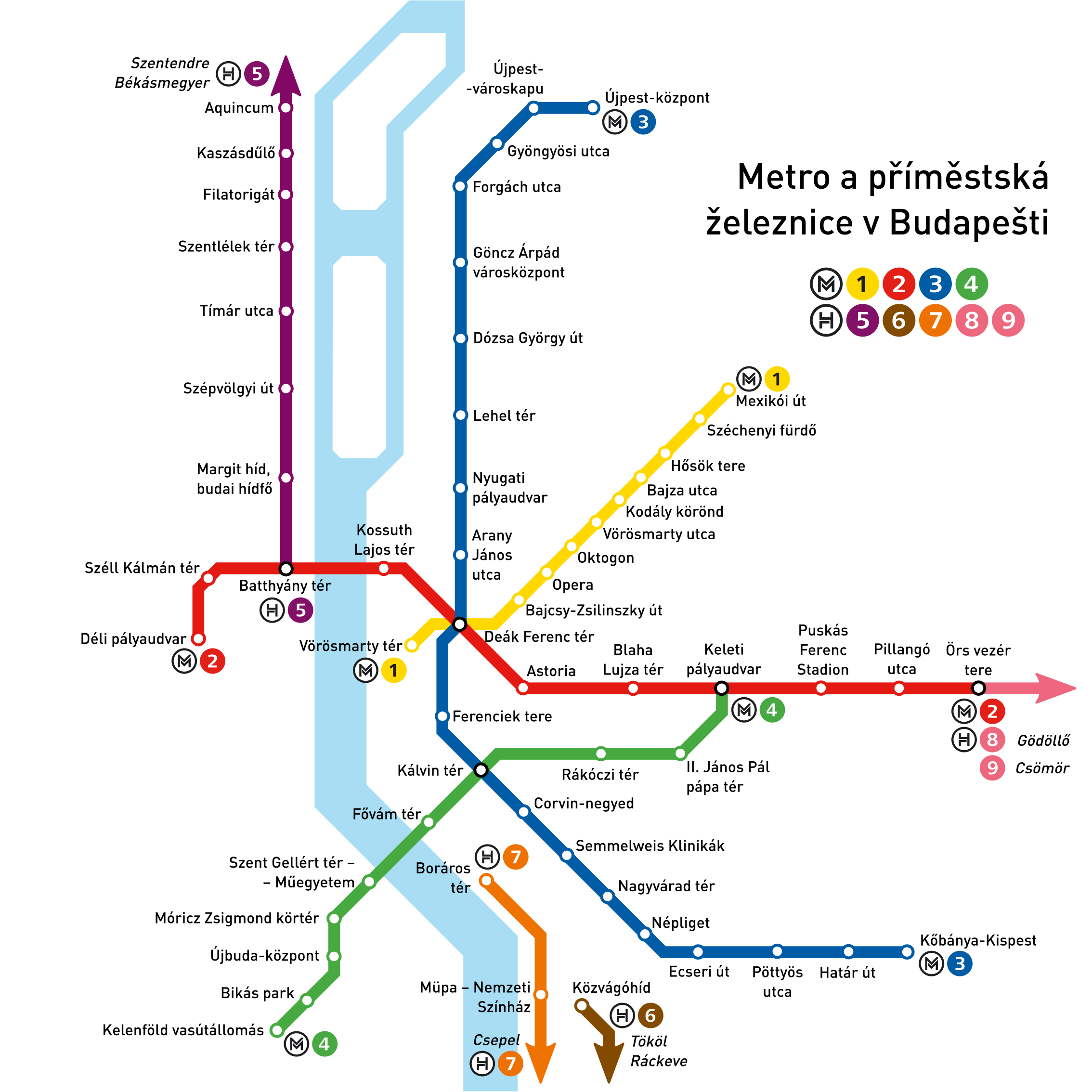
schéma budapešťského metra a příměstské železnice

Toto je seznam stanic budapešťského metra, který zahrnuje existující stanice metra v Budapešti. Zaniklá stanice Állatkert, existující v letech 1896–1973, v tomto seznamu není obsažena.
Celý systém je od března 2014 tvořen čtyřmi linkami. Celkem 52 stanic (při započítání přestupních stanic na každé lince zvlášť) se nachází na přibližně 39 km tratí. Tři stanice (Deák Ferenc tér, Keleti pályaudvar a Kálvin tér) jsou přestupní.
Nejstarší linka M1 byla zprovozněna 2. května 1896, což činí metro v Budapešti jedním z nejstarších podzemních drah na evropském kontinentu. Od roku 2002 je tato linka zapsána jako součást památky UNESCO. Zatím poslední rozšíření sítě proběhlo 28. března 2014 otevřením plně automatické linky M4.
| Linka  | Počet stanic | Délka trasy | Datum otevření    |
| ------ | ------------ | ----------- | ----------------- |
|        | 11           | 4,4 km      | 2. května 1896    |
|        | 11           | 10,3 km     | 2. dubna 1970     |
|        | 20           | 17,3 km     | 31. prosince 1976 |
|        | 10           | 7,4 km      | 28. března 2014   |
| Celkem | 52           | 39,4 km     |                   |

## Seznam
| Název stanice                 | Obrázek | Linky | Datum otevření                                                | Návazná doprava | Poznámky                                                                                       |
| ----------------------------- | ------- | ----- | ------------------------------------------------------------- | --------------- | ---------------------------------------------------------------------------------------------- |
| Arany János utca              |         |       | 30. prosince 1981                                             |                 |                                                                                                |
| Astoria                       |         |       | 2. dubna 1970                                                 |                 |                                                                                                |
| Bajcsy-Zsilinszky út          |         |       | 2. května 1896                                                |                 | dříve Váczi körút a Vilmos császár út                                                          |
| Bajza utca                    |         |       | 2. května 1896                                                | –               |                                                                                                |
| Batthyány tér                 |         |       | 22. prosince 1972                                             |                 |                                                                                                |
| Bikás park                    |         |       | 28. března 2014                                               |                 |                                                                                                |
| Blaha Lujza tér               |         |       | 2. dubna 1970                                                 |                 |                                                                                                |
| Corvin-negyed                 |         |       | 31. prosince 1976                                             |                 | do roku 2011 Ferenc körút                                                                      |
| Deák Ferenc tér               |         |       | 2. května 1896 (M1) 2. dubna 1970 (M2) 31. prosince 1976 (M3) |                 | stanice linky M1 zprovozněna roku 1896 s názvem Deák tér, později přesunuta do současné polohy |
| Déli pályaudvar               |         |       | 22. prosince 1972                                             |                 |                                                                                                |
| Dózsa György út               |         |       | 5. listopadu 1984                                             |                 |                                                                                                |
| Ecseri út                     |         |       | 29. března 1980                                               |                 |                                                                                                |
| Ferenciek tere                |         |       | 31. prosince 1976                                             |                 | do roku 1990 Felszabadulás tér                                                                 |
| Forgách utca                  |         |       | 14. prosince 1990                                             |                 |                                                                                                |
| Fővám tér                     |         |       | 28. března 2014                                               |                 |                                                                                                |
| Göncz Árpád városközpont      |         |       | 5. listopadu 1984                                             |                 | do roku 2020 Árpád híd                                                                         |
| Gyöngyösi utca                |         |       | 14. prosince 1990                                             |                 |                                                                                                |
| Határ út                      |         |       | 29. března 1980                                               |                 |                                                                                                |
| Hősök tere                    |         |       | 2. května 1896                                                |                 | dříve Aréna út                                                                                 |
| II. János Pál pápa tér        |         |       | 28. března 2014                                               |                 |                                                                                                |
| Kálvin tér                    |         |       | 31. prosince 1976 (M3) 28. března 2014 (M4)                   |                 |                                                                                                |
| Kelenföld vasútállomás        |         |       | 28. března 2014                                               |                 |                                                                                                |
| Keleti pályaudvar             |         |       | 2. dubna 1970 (M2) 28. března 2014 (M4)                       |                 |                                                                                                |
| Kőbánya-Kispest               |         |       | 29. března 1980                                               |                 |                                                                                                |
| Kodály körönd                 |         |       | 2. května 1896                                                | –               | dříve Körönd                                                                                   |
| Kossuth Lajos tér             |         |       | 22. prosince 1972                                             |                 | dříve Kossuth tér                                                                              |
| Lehel tér                     |         |       | 30. prosince 1981                                             |                 | do roku 1990 Élmunkás tér                                                                      |
| Mexikói út                    |         |       | 30. prosince 1973                                             |                 |                                                                                                |
| Móricz Zsigmond körtér        |         |       | 28. března 2014                                               |                 |                                                                                                |
| Nagyvárad tér                 |         |       | 31. prosince 1976                                             |                 |                                                                                                |
| Népliget                      |         |       | 29. března 1980                                               |                 |                                                                                                |
| Nyugati pályaudvar            |         |       | 30. prosince 1981                                             |                 | do roku 1990 Marx tér                                                                          |
| Oktogon                       |         |       | 2. května 1896                                                |                 | dříve November hetedike tér                                                                    |
| Opera                         |         |       | 2. května 1896                                                |                 |                                                                                                |
| Örs vezér tere                |         |       | 2. dubna 1970                                                 |                 | dříve Fehér út                                                                                 |
| Pillangó utca                 |         |       | 2. dubna 1970                                                 | –               |                                                                                                |
| Pöttyös utca                  |         |       | 29. března 1980                                               | –               |                                                                                                |
| Puskás Ferenc Stadion         |         |       | 2. dubna 1970                                                 |                 | do roku 2003 Népstadion, v letech 2003–2011 Stadionok                                          |
| Rákóczi tér                   |         |       | 28. března 2014                                               |                 |                                                                                                |
| Semmelweis Klinikák           |         |       | 31. prosince 1976                                             | –               | do roku 2019 Klinikák                                                                          |
| Széchenyi fürdő               |         |       | 30. prosince 1973                                             |                 | stanice zprovozněna roku 1896 s názvem Artézi fürdő, v roce 1973 přesunuta do současné polohy  |
| Széll Kálmán tér              |         |       | 22. prosince 1972                                             |                 | do roku 2011 Moszkva tér                                                                       |
| Szent Gellért tér – Műegyetem |         |       | 28. března 2014                                               |                 | do roku 2019 Szent Gellért tér                                                                 |
| Újbuda-központ                |         |       | 28. března 2014                                               |                 |                                                                                                |
| Újpest-központ                |         |       | 14. prosince 1990                                             |                 |                                                                                                |
| Újpest-városkapu              |         |       | 14. prosince 1990                                             |                 |                                                                                                |
| Vörösmarty tér                |         |       | 2. května 1896                                                |                 | dříve Gizella tér                                                                              |
| Vörösmarty utca               |         |       | 2. května 1896                                                |                 |                                                                                                |